# Albarta ten Oever
Albarta ten Oever (Groningen, 17 februari 1772 – aldaar, 22 januari 1854) was een Nederlandse schilderes en tekenares.

## Leven en werk
Ten Oever was een dochter van de koopman Albartus ten Oever en Hillechijn Tonkens. Haar vader was een aantal maanden voor haar geboorte overleden. Moeder hertrouwde in 1773 met de koopman Pieter Grimminge. Het gezin woonde in de Steentilstraat op de hoek van de Kleine Steentilstraat. Ten Oever kreeg waarschijnlijk tekenles van Otto of Hendrik Lofvers en was een leerling aan Academie Minerva. Albarta ten Oever trouwde als 17-jarig meisje met Pieter Roelfzema (1745-1826), weduwnaar van dichteres Anna van der Horst. Hij was onder meer luitenant van het burgerlijk regiment en in de periode 1820-1824 een van de vier burgemeesters van de stad Groningen. Het echtpaar Roelfzema-ten Oever verzamelde kunst, vooral zeventiende- en achttiende-eeuwse schilderijen, in hun huis aan de Poelestraat. Na Roelfzema's overlijden hertrouwde Ten Oever met de koopman Rijndert Berends Bakker (1770-1849). Beide huwelijken bleven kinderloos.
Ten Oever schilderde portretten, landschappen in de stijl van Salomon van Ruysdael en Jan van Goyen en was een kopiist van werk van onder anderen Paulus Potter. Ze exposeerde onder meer bij de tentoonstelling van Levende Meesters in Amsterdam (1818) en Groningen (1841). Ze was lid van het Kunstlievend Genootschap Pictura, dat in 1832 werd opgericht. Van Eijnden en Van der Willigen noemen haar tijdens haar leven "eene verdienstelijk Kunstminnaresse, die zich geheel der Teeken- en Schilderkunst wijdt". Het lexicon van Scheen noemt haar een "zondagsschilderes".
Er was van verschillende kanten belangstelling voor de kunstverzameling van Ten Oever, onder meer vanuit het Koninklijk Kabinet van Schilderijen. Er was echter twijfel over de echtheid van sommige stukken en zij wilde de verzameling slechts in zijn geheel verkopen. Ten Oever overleed in 1854, op 81-jarige leeftijd. De collectie werd in 1863 geveild.
In 1942 publiceerde de acteur en schrijver Wouter van Riesen (1885-1960) een roman over haar leven, die enkele malen herdrukt werd.

## Werken

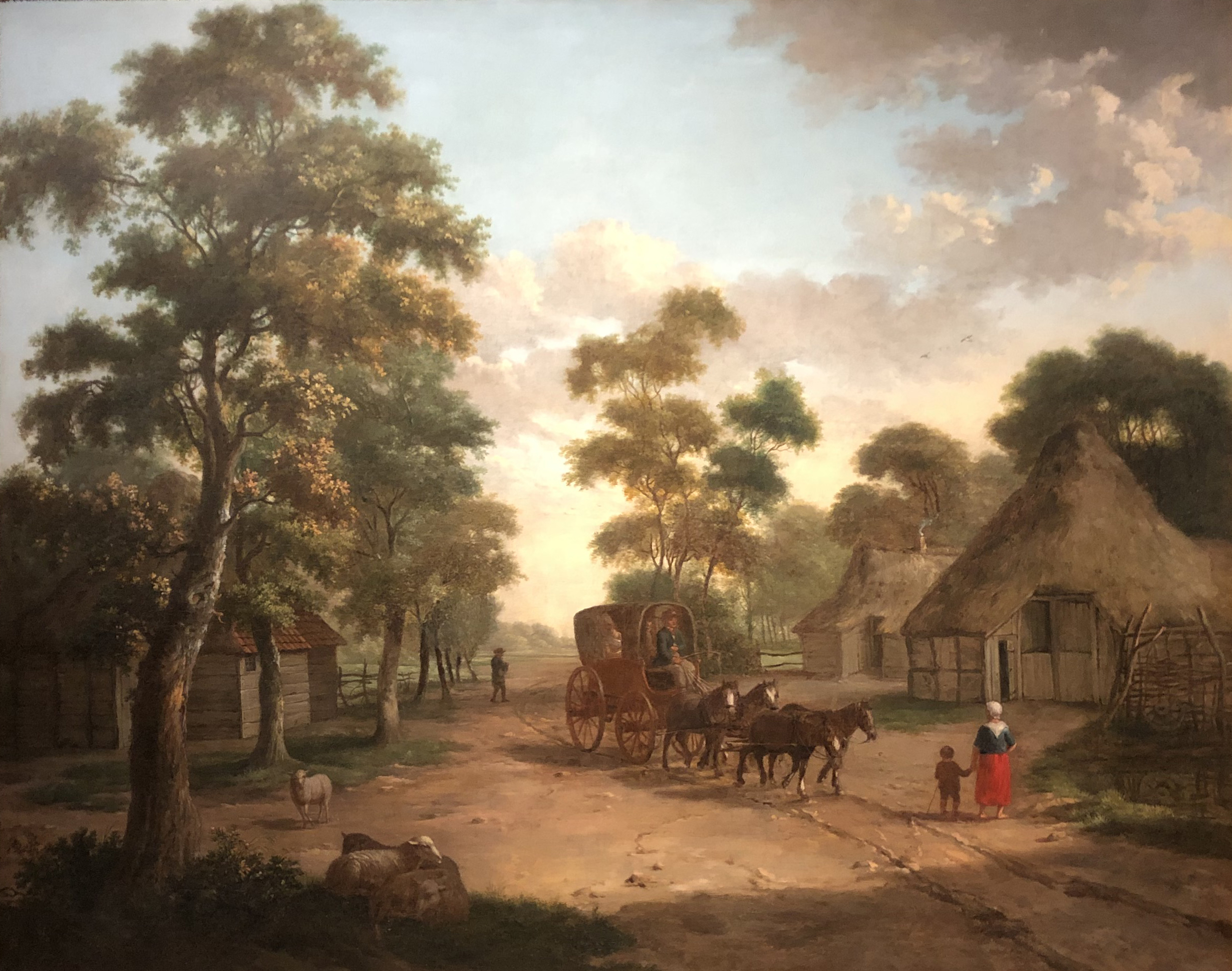
Koetsreizigers in Schipborg (1806), Drents Museum, Assen
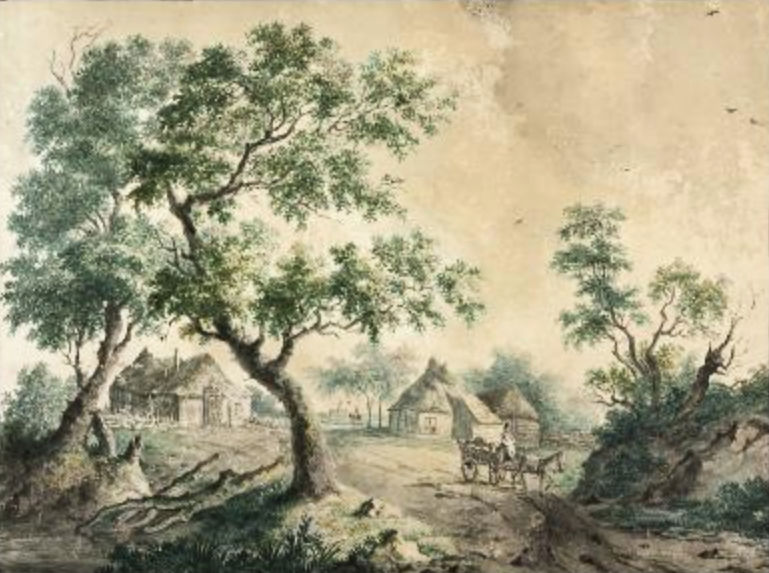
Boerenerf
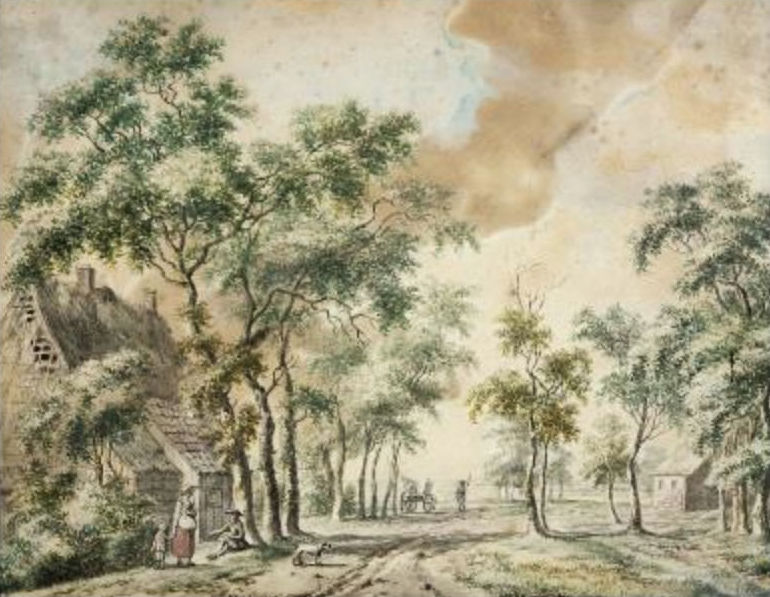
Landschap